# 内蒙古医科大学第二附属医院
内蒙古医科大学第二附属医院 (英語：The Second Affiliated Hospital Of Inner Mongolia Medical University)，是一所集医疗、科研、教学、预防、保健、康复为一体的大型三级甲等骨科医院，位于中华人民共和国内蒙古自治区呼和浩特市回民区营坊道1号，占地面积10万平方米，拥有床位400张，职工815人。